# Петропавловская церковь (Логишин)
Церковь Святых Апостолов Петра и Павла (бел. Касцёл Святых Апосталаў Пятра і Паўла ) — католический храм в городском посёлке Логишин, Белоруссия. Относится к Пинскому деканату Пинского диоцеза. Памятник архитектуры в неоготическом стиле, построен в 1909 году. Включён в Государственный список историко-культурных ценностей Республики Беларусь (код 113Г000568).
Является местом паломничества как санктуарий Матери Божьей Логишинской Королевы Полесья Пинской епархии.

## История
Первый католический храм в Логишине был построен в 1634 году усилиями Альбрехта Станислава Радзивилла, который в это время был владельцем местечка. После восстания 1863 года храм был отобран у католиков царскими властями и передан православным. В 1893 году церковь была разобрана и перенесена на кладбище, где сгорела четырьмя годами позже. У католиков Логишина своего храма не было до начала XX века. После объявления «манифеста об укреплении начал веротерпимости» в 1905 году католики получили возможность построить новый костёл. Строительство велось с 1907 по 1909 год, неоготическая кирпичная церковь была освящена в 1913 году во имя апостолов Петра и Павла.

## Архитектура
Основной объём Петропавловского храма прямоугольный в плане. К нему примыкает пятигранная апсида и четырёхъярусная колокольня. Стены расчленены контрфорсами, окна — стрельчатые. В интерьере выделяется главный алтарь с позолоченными скульптурами ангелов. В Петропавловском храме хранится одна из наиболее почитаемых католических икон Белоруссии — икона «Богоматери — Королева Полесья».